# Paolo Barile
Paolo Barile (ur. 10 września 1917 w Bolonii, zm. 2 czerwca 2000 we Florencji) – włoski prawnik i nauczyciel akademicki, w latach 1993–1994 minister.

## Życiorys
Urodził się jako syn oficera medycznego i jego żony, która kilka miesięcy później zmarła na hiszpankę. W 1939 ukończył studia prawnicze na Uniwersytecie Rzymskim „La Sapienza”. Został nauczycielem akademickim i pracownikiem wymiaru sprawiedliwości. W okresie II wojny światowej działał w ruchu oporu, był członkiem Partito d'Azione. W 1947 rozpoczął praktykę w zawodzie adwokata. W pierwszej połowie lat 50. został profesorem i wykładowcą prawa konstytucyjnego na Uniwersytecie w Sienie, a w 1954 objął katedrę prawa konstytucyjnego na tej uczelni. Od 1963 do końca kariery naukowej kierował tożsamą katedrą na Uniwersytecie Florenckim.
Był autorem licznych publikacji naukowych, głównie z zakresu prawa konstytucyjnego, m.in. Orientamenti per la Costituente (1945), La Costituzione come norma giuridica (1951), Il soggetto privato nella Costituzione italiana (1953), La libertà di manifestazione del pensiero (Milano), Libertà, giustizia e Costituzione (1993).
Od maja 1993 do maja 1994 sprawował urząd ministra bez teki ds. kontaktów z parlamentem w rządzie Carla Azeglia Ciampiego.
Odznaczony Orderem Zasługi Republiki Włoskiej I klasy (1994).